# Липа європейська, форма розсіченолиста (Кам'янець-Подільський)
Ли́па європе́йська, фо́рма розсіченоли́ста — ботанічна пам'ятка природи місцевого значення в Україні. Розташована в межах міста Кам'янець-Подільський, вул. Ю. Сіцінського, 2 (територія дитячого тубдиспансера). 
Площа 0,01 га. Статус надано згідно з розпорядженням облвиконкому від 11.06.1970 року № 156-р«б». Перебуває у віданні: Дитячий тубдиспансер. 
Статус надано з метою збереження одного дерева липи європейської форми розсіченолистої віком понад 120 років.